# Dong-dong-di-ki-di-gi-dong
"Dong-dong-di-ki-di-gi-dong" is de eerste nummer 1-hit van de Nederlandse rockgroep Golden Earring, toen nog The Golden Earrings geheten, uit 1968. Het nummer werd geschreven door George Kooymans en Rinus Gerritsen.
Het succes van deze single leidde tot het succes van een andere Nederlandse band. Tijdens een feestje om de nummer 1-positie van de single te vieren, ontdekt muziekuitgever Willem van Kooten de toen nog onbekende Mariska Veres. Hij vraagt haar om de zangeres te worden van Shocking Blue. Nog geen twee jaar later heeft de band een Amerikaanse nummer 1-hit met Venus. 

## Hitnoteringen

### Nederlandse Top 40
| Hitnotering: 27-07-1968 t/m 19-10-1968 | Hitnotering: 27-07-1968 t/m 19-10-1968 | Hitnotering: 27-07-1968 t/m 19-10-1968 | Hitnotering: 27-07-1968 t/m 19-10-1968 | Hitnotering: 27-07-1968 t/m 19-10-1968 | Hitnotering: 27-07-1968 t/m 19-10-1968 | Hitnotering: 27-07-1968 t/m 19-10-1968 | Hitnotering: 27-07-1968 t/m 19-10-1968 | Hitnotering: 27-07-1968 t/m 19-10-1968 | Hitnotering: 27-07-1968 t/m 19-10-1968 | Hitnotering: 27-07-1968 t/m 19-10-1968 | Hitnotering: 27-07-1968 t/m 19-10-1968 | Hitnotering: 27-07-1968 t/m 19-10-1968 | Hitnotering: 27-07-1968 t/m 19-10-1968 | Hitnotering: 27-07-1968 t/m 19-10-1968 |
| Week                                   | 1                                      | 2                                      | 3                                      | 4                                      | 5                                      | 6                                      | 7                                      | 8                                      | 9                                      | 10                                     | 11                                     | 12                                     | 13                                     |                                        |
| -------------------------------------- | -------------------------------------- | -------------------------------------- | -------------------------------------- | -------------------------------------- | -------------------------------------- | -------------------------------------- | -------------------------------------- | -------------------------------------- | -------------------------------------- | -------------------------------------- | -------------------------------------- | -------------------------------------- | -------------------------------------- | -------------------------------------- |
| Nummer                                 | 30                                     | 13                                     | 8                                      | 4                                      | 3                                      | 2                                      | 1                                      | 4                                      | 5                                      | 6                                      | 10                                     | 17                                     | 23                                     | uit                                    |

### Parool Top 20
| Hitnotering: 03-08-1968 t/m 12-10-1968 | Hitnotering: 03-08-1968 t/m 12-10-1968 | Hitnotering: 03-08-1968 t/m 12-10-1968 | Hitnotering: 03-08-1968 t/m 12-10-1968 | Hitnotering: 03-08-1968 t/m 12-10-1968 | Hitnotering: 03-08-1968 t/m 12-10-1968 | Hitnotering: 03-08-1968 t/m 12-10-1968 | Hitnotering: 03-08-1968 t/m 12-10-1968 | Hitnotering: 03-08-1968 t/m 12-10-1968 | Hitnotering: 03-08-1968 t/m 12-10-1968 | Hitnotering: 03-08-1968 t/m 12-10-1968 | Hitnotering: 03-08-1968 t/m 12-10-1968 | Hitnotering: 03-08-1968 t/m 12-10-1968 |
| Week                                   | 1                                      | 2                                      | 3                                      | 4                                      | 5                                      | 6                                      | 7                                      | 8                                      | 9                                      | 10                                     | 11                                     |                                        |
| -------------------------------------- | -------------------------------------- | -------------------------------------- | -------------------------------------- | -------------------------------------- | -------------------------------------- | -------------------------------------- | -------------------------------------- | -------------------------------------- | -------------------------------------- | -------------------------------------- | -------------------------------------- | -------------------------------------- |
| Nummer                                 | 11                                     | 8                                      | 3                                      | 2                                      | 1                                      | 1                                      | 4                                      | 5                                      | 10                                     | 12                                     | 16                                     | uit                                    |

### NPO Radio 2 Top 2000
Dong-dong-di-ki-di-gi-dong stond alleen in 2000 in de NPO Radio 2 Top 2000, op plek 1550.